# Fábrica Cyrilla de Bebidas Ltda
A Fábrica Cyrilla de Bebidas Ltda é uma fabricante de bebidas brasileira, com sede  em Santa Maria, no estado do Rio Grande do Sul. É apontada como a pioneira do refrigerante de guaraná, com o lançamento do Guaraná Cyrilla em 1906. Fechada desde 2008, a empresa retomou as atividades em 2020.

## História
Fundada em 20 de setembro de 1910 pelo químico alemão Ernst G. Geys e o caixeiro viajante Frederico A. Diefenthaler.

## Curiosidades
O processamento do xarope do fruto do guaraná iniciou-se no Brasil em 1905 por Luiz Pereira Barreto, um médico da cidade de Resende, Rio de Janeiro. Em 1906 foi lançado pela F. Diefenthaler, o Guaraná Cyrilla e, somente em 1921, foi lançado o Guaraná Champagne Antarctica, pela empresa homônima (hoje AMBEV).

## Produtos produzidos atualmente
- Cyrilla Limão
- Cyrilla Laranja
- Guaraná Cyrilla
- Guaraná Cyrilla Zero Açúcar
- Cyrillinha
- Tônica Cyrilla
- Água com gás Diamantina